# Euphorbieae
Euphorbieae ist eine Tribus innerhalb der Unterfamilie Euphorbioideae. Sie umfasst fünf Gattungen mit zusammen über 2000 Arten, wobei die Mehrzahl der Arten der großen Gattung Euphorbia angehören, die übrigen vier Gattungen umfassen zusammen nur 11 Arten. Es werden drei Subtriben unterschieden, die in Afrika und Madagaskar verbreiteten Anthosteminae, die in Australien und Neukaledonien verbreiteten Neoguillauminiinae und die Euphorbiinae, die seit den Revisionen der 2000er Jahre nur noch die Gattung Euphorbia mit fast weltweiter Verbreitung umfasst, die anderen hier früher unterschiedenen Gattungen wurden aufgegeben.

## Beschreibung
Arten der Euphorbieae sind einhäusige, selten zweihäusige Bäume, Sträucher oder Kräuter, manche Arten von Euphorbia Sukkulente. Wie typisch für die Familie bilden sie einen, bei vielen Arten giftigen, Milchsaft.
Charakteristisch ist ein besonderer, Cyathium genannter Blütenstand, der wie eine Einzelblüte aussieht (und dessen Natur deshalb lange Zeit umstritten war). Solche Blütenstände, die wie eine Einzelblüte aussehen, werden Pseudanthium genannt. Bei den Euphorbieae bilden sie in der Regel zusammengesetzte Blütenstände höherer Ordnung aus. Ein Cyathium besteht aus einer zentralen weiblichen Blüte, die aus einem einzigen Fruchtknoten aus drei verwachsenen Fruchtblättern, abweichend bei den Gattungen Dichostemma und Calycopeplus aus vier, besteht, ein reduzierter drei- oder sechslappiger Blütenkelch kann vorhanden sein oder fehlen. Diese ist von vier oder fünf Teilblütenständen (ein Monochasium oder Dichasium) stark reduzierter männlicher Blüten umgeben. Diese sind bei Euphorbia meist zu je einem einzelnen Staubfaden reduziert, weisen aber bei den anderen Gattungen noch einen reduzierten Kelch auf. Umgeben werden die fertilen Blüten von einer Involukrum genannten Hülle aus fünf, bei den Anthosteminae aus nur vier, Hochblättern. Die Hochblätter bilden immer Nektardrüsen aus, die bei Euphorbia am äußeren Rand des Cyathiums, bei den übrigen Gattungen an den Nähten der verwachsenen Hochblätter sitzen. Eine Blütenkrone fehlt vollständig.
Das Cyathium ist kennzeichnend für die Euphorbieae, es tritt bei anderen Wolfsmilchgewächsen, auch den Triben Hippomaneae und Stomatocalyceae der Unterfamilie Euphorbioideae, nicht auf.
Die Pollen der Euphorbieae öffnen sich in drei langgezogenen Spalten (sie sind „colporat“), die Kolpen genannten Spalten werden jederseits von einem verstärkenden Band der inneren Pollenwand (Intine) eingefasst.

## Systematik
Die Gliederung der Unterfamilie Euphorbioideae geht im Wesentlichen auf das System des amerikanischen Botanikers Grady Linder Webster (1927–2005) zurück, das stark auf Merkmalen der Pollenmorphologie beruhte. Die aktuelle Gliederung der Unterfamilie in drei Triben wurde durch phylogenomische Untersuchungen wiederholt bestätigt.
In der folgenden Gliederung sind die Arten und ihre Verbreitung (basierend auf ) aufgeführt.
- Subtribus Anthosteminae G.L.Webster: Sie enthält zwei Gattungen:
  - Gattung Anthostema A.Juss.: Drei Baumarten, zwei im tropischen Westafrika, eine auf Madagaskar (einschließlich der Komoren und Mayotte[6]).
  - Gattung Dichostemma Pierre: Die zwei Arten sind im tropischen Westafrika verbreitet.

- Subtribus Euphorbiinae: Sie enthält nur eine Gattung:
  - Gattung Wolfsmilch (Euphorbia) L.

- Subtribus Neoguillauminiinae: Sie enthält zwei Gattungen:
  - Gattung Calycopeplus Planch.: Die fünf Arten sind in Australien (Western Australia bis Queensland) verbreitet.
  - Gattung Neoguillauminia Croizat: Sie enthält nur eine Art:
    - Neoguillauminia cleopatra (Baill.) Croizat:  Endemit der Insel Neukaledonien.